# Ferndale (Washington)
Ferndale je grad u američkoj saveznoj državi Washington. Prema popisu stanovništva iz 2010. u njemu je živjelo 11.415 stanovnika.